# アルフレッド・ペニーワース
アルフレッド・ペニーワース（英: Alfred Pennyworth）は、DCコミックスの出版するアメリカンコミック『バットマン』に登場する架空の人物。ドン・キャメロンとボブ・ケインによって創造され、1943年の"Batman #16"で初登場した。バットマンの執事。

## 概要
バットマンの忠実な執事であり、後見人、副官、また両親亡き後のブルース・ウェインの父親代わりである。
1943年に初登場した際は現在とは異なり「アルフレッド・ビーグル」という名前で太った体型をしていたが、連続活劇『バットマン』でアルフレッドを演じたウィリアム・オースティンが痩せ型で口髭を生やしており、後にコミックの方がそのデザインに倣うようになった。初期のアルフレッドは不器用でやや抜けた面があるコメディリリーフ的なキャラクターだった。
50年代から60年代にかけて設定が更新され、1969年の"Batman #216"で初めて「ペニーワース」という名字が登場する。執事としてウェイン家に仕える前は元俳優で、第二次世界大戦時には特殊作戦執行部で活動していたという経歴も明らかとなった。とあるきっかけでスーパーパワーを手にし、「ザ・イーグル」という名前でバットマンとロビンと共に戦うエピソードも存在する。1964年の"Detective Comics #328"でアルフレッドは巨石の下敷きとなって死んだかに思われたが、実際には生きており、"Detective Comics #356"にて「アウトサイダー」という超能力を持ったヴィランとして再登場しバットマンと戦うも、最終的にはアルフレッドとしての姿と人格を取り戻して執事に復帰した。

## 他のバージョン
バットマン: ダークナイト・リターンズ
1986年のミニシリーズ『バットマン: ダークナイト・リターンズ』では、95歳という高齢ながらブルース・ウェインの執事を続けており、引退から10年後に復帰したバットマンの活動を支える。
インジャスティス
インジャスティスシリーズのコミックでは、アルフレッドは反乱軍のバットマンを支え、超人的な力を得られる薬品「5-U-93-R」を飲み、バットケイブに現れたスーパーマンを撃退している。
タイニー・タイタンズ
ティーン・タイタンズが小学生となった日常を描いたタイニー・タイタンズでは、幼いディック、ジェイソン、ティム、ダミアン、バーバラ、ステファニー、カサンドラの面倒を見ながら炊事洗濯に忙しくしている。

## 映画

### 実写映画
| 年   | 題名                                                                             | アルフレッド役           | 監督                           |
| ---- | -------------------------------------------------------------------------------- | ------------------------ | ------------------------------ |
| 1943 | 連続活劇バットマン The Batman                                                    | ウィリアム・オースティン | ランバート・ヒルヤー           |
| 1949 | バットマン&ロビン Batman and Robin                                               | エリック・ウィルトン     | スペンサー・ゴードン・ベネット |
| 1966 | バットマン/オリジナル・ムービー Batman                                           | アラン・ネピア           | レスリー・H・マーティンソン    |
| 1989 | バットマン Batman                                                                | マイケル・ガフ           | ティム・バートン               |
| 1992 | バットマン リターンズ Batman Returns                                             | マイケル・ガフ           | ティム・バートン               |
| 1995 | バットマン フォーエヴァー Batman Forever                                         | マイケル・ガフ           | ジョエル・シュマッカー         |
| 1997 | バットマン & ロビン Mr.フリーズの逆襲 Batman & Robin                             | マイケル・ガフ           | ジョエル・シュマッカー         |
| 2005 | バットマン ビギンズ Batman Begins                                                | マイケル・ケイン         | クリストファー・ノーラン       |
| 2008 | ダークナイト The Dark Knight                                                     | マイケル・ケイン         | クリストファー・ノーラン       |
| 2012 | ダークナイト ライジング The Dark Knight Rises                                    | マイケル・ケイン         | クリストファー・ノーラン       |
| 2016 | バットマン vs スーパーマン ジャスティスの誕生 Batman v Superman: Dawn of Justice | ジェレミー・アイアンズ   | ザック・スナイダー             |
| 2017 | ジャスティス・リーグ Justice League                                              | ジェレミー・アイアンズ   | ザック・スナイダー             |
| 2021 | ジャスティス・リーグ:ザック・スナイダーカット Zach Snyder's Justice League       | ジェレミー・アイアンズ   | ザック・スナイダー             |
| 2019 | ジョーカー Joker                                                                 | ダグラス・ホッジ         | トッド・フィリップス           |
| 2022 | THE BATMAN-ザ・バットマン- The Batman                                            | アンディ・サーキス       | マット・リーヴス               |
| 2023 | ザ・フラッシュ The Flash                                                         | ジェレミー・アイアンズ   | アンディ・ムスキエティ         |
| 2027 | THE BATMAN-ザ・バットマン-2 (仮題) The Batman Part Ⅱ                             | アンディ・サーキス       | マット・リーヴス               |

### アニメ映画
『レゴバットマン ザ・ムービー』（2017年）
声 - レイフ・ファインズ、日本語吹替 - 菅生隆之
『DCスーパーヒーローズvs鷹の爪団』（2017年）
声 - FROGMAN
『ニンジャバットマン』（2018年）
声 - 大塚芳忠、英語吹替 - アダム・クロアズデル

## ドラマ
『怪鳥人間バットマン』（1966年 - 1968年）
演 - アラン・ネピア
『ゴッサム・シティ・エンジェル』（2002年 - 2003年）
演 - イアン・アバクロンビー
『GOTHAM/ゴッサム』（2014年 - 2019年）
演 - ショーン・パートウィー、日本語吹替 - 高瀬右光
『PENNYWORTH/ペニーワース』（2019年 - 2022年）
演 - ジャック・バノン、日本語吹替 - 中村悠一

## アニメ

### テレビ・ウェブ
バットマン/スーパーマン アワー（1968年-1968年）
声 - オラン・ソウル
スーパーフレンズ（1973年-1986年）
声 - ウィリアム・キャラウェイ
スーパーパワーズチーム:ギャラクティック・ガーディアンズ（1985年-1986年）
声 - アンドレ・ストイカ
バットマン (アニメ)（1992年-1995年）
声 - クライヴ・レヴィル/エフレム・ジンバリスト・ジュニア、日本語吹替 - 北村弘一
スーパーマン (アニメ)（1996年-2000年）
声 - エフレム・ジンバリスト・ジュニア、日本語吹替 - 北村弘一
スタティック・ショック（2000年-2004年）
声 - エフレム・ジンバリスト・ジュニア
ジャスティス・リーグ (アニメ)（2001年-2004年）
声 - エフレム・ジンバリスト・ジュニア、日本語吹替 - 北村弘一
ザ・バットマン（2004年-2008年）
声 - アラステア・ダンカン、日本語吹替 - 麻生智久
バットマン:ブレイブ&ボールド（2008年-2011年）
声 - ジェームス・ギャレット、日本語吹替 - 伊藤和晃
ヤング・ジャスティス (アニメ)（2010年-現在）
声 - ジェフ・ベネット
ビウェア・ザ・バットマン（2013年-2014年）
声 - JB・ブラン

### 長編アニメ
バットマン マスク・オブ・ファンタズム（1993年）
声 - エフレム・ジンバリスト・ジュニア、日本語吹替 - 北村弘一
バットマン サブゼロ 凍りついた愛（1998年）
声 - エフレム・ジンバリスト・ジュニア
バットマン ミステリー・オブ・バットウーマン（2003年）
声 - エフレム・ジンバリスト・ジュニア
ザ・バットマン VS. ドラキュラ（2005年）
声 - アラステア・ダンカン
バットマン ゴッサムナイト（2008年）
声 - デヴィッド・マッカラム、日本語吹替 - 小川真司
スーパーマン/バットマン:パブリック・エネミー（2009年）
声 - アラン・オッペンハイマー
バットマン:アンダー・ザ・レッドフード（2010年）
声 - ジム・ピドック
バットマン:イヤーワン（2011年）
声 - ジェフ・ベネット
ジャスティス・リーグ:ドゥーム（2012年）
声 - ロビン・アトキン・ダウンズ
バットマン:ダークナイト・リターンズ Part 1, Part 2（2012年、2013年）
声 - マイケル・ジャクソン
サン・オブ・バットマン（2014年）
声 - デヴィッド・マッカラム
バットマン:アサルト・オン・アーカム（2014年）
声 - マーティン・ジャーヴィス
バットマン VS. ロビン（2015年）
声 - デヴィッド・マッカラム
バットマン:バッド・ブラッド（2016年）
声 - ジェームス・ギャレット
バットマン:キリングジョーク（2016年）
声 - ブライアン・ジョージ
バットマン VS. トゥーフェイス（2017年）
声 - スティーヴン・ウェバー
バットマン:ゴッサム・バイ・ガスライト（2018年）
声 - アンソニー・スチュワート・ヘッド
バットマン VS. ティーンエイジ・ミュータント・ニンジャ・タートルズ（2019年）
声 - ブライアン・ジョージ

## ゲーム
バットマン アーカム・シティ（2011年）
声 - マーティン・ジャーヴィス
バットマン アーカム・ビギンズ（2013年）
声 - マーティン・ジャーヴィス
バットマン アーカム・ナイト（2015年）
声 - マーティン・ジャーヴィス、日本語吹替 - 稲葉実